# Uroleucon sijpkensis
Uroleucon sijpkensis är en insektsart som beskrevs av Hille Ris Lambers 1974. Uroleucon sijpkensis ingår i släktet Uroleucon och familjen långrörsbladlöss. Inga underarter finns listade i Catalogue of Life.